# مارکوسیت بودونیستا

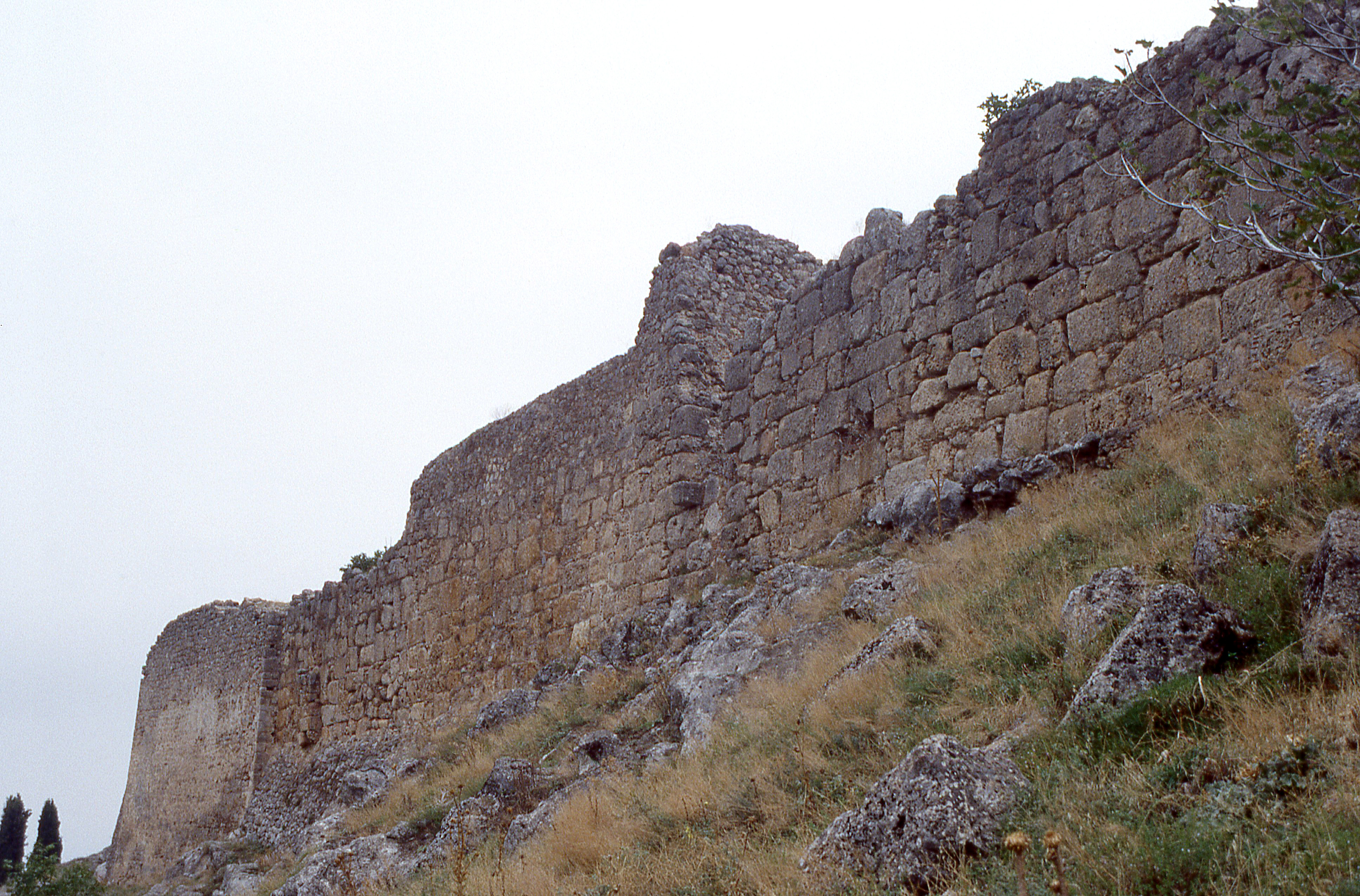
قلعه بودونیتسا (دیوار شمال غربی نگهبان داخلی، از جنوب)

مارکوسیت بودونیستا (یونانی: Μαρκιωνία/Μαρκιζᾶτον τῆς Βοδονίτσας)، یکی از قلمروهای صلیبی که پس از جنگ صلیبی چهارم که همچون سالونا، به‌عنوان یکی از قلمروهای تابع پادشاهی تسالونیک تشکیل شد. این قلمرو نیز همانند سالونا طی قرون بعد تحت تأثیر شاهزاده‌نشین آخا قرار گرفت. در سال ۱۳۳۵، خاندان ونیزی گیروگی کنترل این قلمرو در دست گرفت و تا زمان سقوط آن توسط ترکان عثمانی در دست این خاندان باقی ماند.